# کارزار دیرالزور (۲۰۱۷–۲۰۱۹)
کارزار دیر الزور (۲۰۱۷–۲۰۱۹)، با نام «عملیات طوفان الجزیره» در سال ۲۰۱۷ در استان دیر الزور سوریه با هدف تصرف قلمرو داعش در شرق سوریه، به ویژه شرق و شمال رودخانه فرات، آغاز شد.